# NGC 3726
NGC 3726 é uma galáxia espiral barrada (SBc) localizada na direcção da constelação de Ursa Major. Possui uma declinação de +47° 01' 40" e uma ascensão recta de 11 horas, 33 minutos e 20,8 segundos.
A galáxia NGC 3726 foi descoberta em 5 de Fevereiro de 1788 por William Herschel.